# La conquista del pan
La conquista del pan (en francés: La Conquête du Pain) es un libro del anarquista ruso y padre del anarcocomunismo Piotr Kropotkin. Originalmente escrito en francés, apareció por primera vez como una serie de artículos en los periódicos anarquistas Le Révolté y La Revolté (ambos editados por Kropotkin). Fue publicado como libro por primera vez en París en 1892 con un prefacio de Élisée Reclus, quien también sugirió el título. Entre 1892 y 1894 fue serializado, en parte, en los periódicos londinenses Freedom, del cual Kropotkin era cofundador. Ha sido traducido y reimpreso en numerosas ocasiones: fue traducido al japonés, por ejemplo, por Kotoku Shusui en 1909. 
En este trabajo, Kropotkin apunta lo que él considera como las fallas de los sistemas económicos del feudalismo y del capitalismo, y cómo él cree que estos crean miseria y escasez mientras promueven el privilegio para ciertas clases. Él opta por la propuesta de un sistema económico descentralizado basado en la ayuda mutua y la cooperación voluntaria, afirmando que las tendencias para este tipo de organizaciones ya existen, ambas en la evolución y la sociedad humana.

## Nuestras riquezas
Kropotkin comienza señalando, en la primera parte de este capítulo, que la humanidad es rica, "sobrepasando los sueños de los cuentos de hadas de Las Mil y Una Noches". En la segunda parte, afirma que estas riquezas han sido generadas por generaciones de trabajadores e inventores, que crearon y mejoraron las diversas tecnologías, haciendo de la tierra un lugar más habitable. Pero estas riquezas han sido apropiadas por una pequeña clase de propietarios, quienes "fuerzan a la gente a producir, no para las necesidades de la vida, sino para la obtención de beneficios por parte de los monopolistas". "Este problema", dice, "es la esencia de todo Socialismo". La parte III concluye que:
"Todas las cosas pertenecen a todos, todo es de todos; desde el momento en que todos los hombres necesitan de ellas, debido a que todos los hombres trabajaron en la medida de sus fuerzas para producirlas, y debido a que no es posible evaluar la parte de cada uno en la producción de la riqueza del mundo.
Basta de esas fórmulas ambiguas, tales como el derecho al trabajo, o a cada uno el producto íntegro de su trabajo. Lo que nosotros proclamamos es el derecho al bienestar, el bienestar para todos."

## El bienestar para todos
Como lo indica el título mismo del capítulo, la tesis principal que defiende aquí es que el bienestar para todos es posible. En los países civilizados, por ejemplo, los productores, que apenas son la tercera parte de la población, producen lo suficiente para que exista cierto bienestar en cada hogar. Así, si la totalidad de la población fuera productora, se crearían todavía muchas riquezas. Además, niega la teoría de Malthus, afirmando que "el hombre acrecienta su fuerza productiva con mucha más rapidez de lo que él mismo se multiplica. Cuanto mayor número de hombres hay en un territorio, tanto más rápido es el progreso de sus fuerzas productoras."
También se distancia de las teorías socialistas que expresan una concentración cada vez más grande del capital.